# P-Menthane-3,8-diol
Le p-menthane-3,8-diol, paramenthane-3,8-diol, PMD ou menthoglycol, est un composé organique de type monoterpène. C'est un composé actif utilisé comme répulsif à insectes. Il a une odeur proche du menthol et provoque une sensation de froid .

## Stéréochimie
Du fait que les atomes de carbone 1, 2 et 5 soient asymétriques, il existe 8 stéréoisomères répartis en quatre paires d'énantiomères, de ce composé. Chacun d'eux, ainsi que chaque mélange possible possède son propre numéro CID. Cependant, la composition isomérique est rarement spécifiée et les échantillons vendus sont en général des racémiques.

## Occurrence naturelle et utilisation
Le PMD est présent en très petites quantités dans l'huile essentielle des feuilles de l'eucalyptus citronné (Corymbia citriodora), arbre endogène de l'Australie, mais à présent cultivé dans la plupart des endroits chauds dans le monde. Cette huile est raffinée et utilisée comme répulsif contre les insectes. Elle contient environ 64 % de PMD (un mélange des isomères cis et trans du p-menthane-3,8-diol). Elle est connue aux États-Unis sous le nom  « oil of lemon eucalyptus » (« huile d'eucalyptus citronné ») ou sous le nom déposé de « Citriodiol ».  Elle a été enregistrée par la Directive européenne sur les produits biocides (BPD) 98/8/EC sous la marque Citriodiol (PMDRBO). C'est le seul dérivé d'un composé naturel actif pouvant être utilisé comme répulsif à insectes aux États-Unis et en Europe.
Le CDC a reconnu l'« Oil of Lemon Eucalyptus » (OLE) comme le seul dérivé de substance naturelle permettant de repousser les moustiques porteurs du virus du Nil occidental. Le PMD peut être également synthétisé, mais une étude aurait montré que les répulsifs utilisant des mélanges de PMD synthétiques ne sont pas aussi efficaces que ceux contenant des mélanges naturels. Cette même étude montre que le PMD naturel est aussi efficace que le DEET à quantité égale. Pour les moustiques du genre Culex, il est également aussi efficace que le DEET mais moins pour le genre Aedes.